# Chiesa di San Martino Vescovo (Bertiolo)
La chiesa di San Martino Vescovo è la parrocchiale di Bertiolo, in provincia ed arcidiocesi di Udine; fa parte della forania del Medio Friuli.

## Storia
Una chiesa a Bertiolo sorse nel XV secolo; di tale edificio è ancora esistente l'abside, in cui vi sono lacerti d'affreschi cinquecenteschi e che, inglobata nella nuova chiesa, oggi funge da sala termica.
L'attuale parrocchiale venne costruita nel XVII secolo e consacrata nel 1702 dal patriarca di Aquileia Dionisio Dolfin.
Durante il terremoto del Friuli del 1976 la chiesa subì alcuni danni, che furono sanati negli anni ottanta.
Nel 2002 la cappella feriale fu oggetti di un intervento di restauro, condotto dall'architetto pozzuolese Annamaria Coccolo.

## Descrizione

### Esterno
La facciata della chiesa è a capanna e presenta due paraste laterali, un cornicione sotto le falde del tetto, il portale caratterizzato da un timpano curvilineo spezzato, sopra il quale s'apre una finestra rettangolare.

### Interno
L'interno della chiesa si compone di un'unica navata, caratterizzata da delle lesene che la ripartiscono; l'aula termina con il presbiterio rialzato di tre gradini e a sua volta chiuso dall'abside pentagonale.

Opere di pregio qui conservate sono la pala di Sant'Osvaldo e Santi, realizzata da Pietro Bainville, un altare in marmo, in stile barocco e caratterizzato da due statue ritraenti i santi Pietro e Paolo, due tele raffiguranti il Battesimo di Cristo e la Carità di San Martino di Tours, commissionate a Odorico Politi nel 1832 da Giacomo Mantoani come ex voto, la pala avente come soggetto il Rosario, eseguita da Francesco Pavona, e la tela con sant'Antonio Abate assieme ad altri Santi, al Padre Eterno e alla Sacra Famiglia, dipinta da Biagio Cestari.